# Озорные повороты
«Озорные повороты» (эст. Vallatud kurvid) — лирическая комедия, снятая на киностудии Таллинфильм в 1959 году. По сценарию фильма была снята первая в мире игровая панорамная картина «Опасные повороты» (1961) по советской системе «Кинопанорама».

## Сюжет
Старый Тоомас, что стоит на шпиле таллинской ратуши, знает жителей своего города и, чтобы помочь кому-нибудь, решился рассказать одну поучительную историю о спорте и любви. Эта история началась с того самого дня, когда девушка Вайке спасла от гибели собачонку Антонио, выхватив её буквально из-под колес мотоцикла гонщика Райво, считавшего всех девчонок легкомысленными и недостойными его внимания.
Чтобы доказать всем, что он прав, Райво предложил пари: в течение недели он завоюет сердце девушки. Ничего не подозревавшая Вайке охотно принимала приглашения Райво встречаться с ним. Неизвестно, чем бы всё это закончилось, если бы в эту историю не вмешалась знакомая Райво — Эви. Она рассказала обо всём сестре Вайке — Марет. Воспользовавшись необычным сходством с сестрой, Марет помогла разобраться в отношениях с Райво в тот момент, когда он уже считал себя победителем спора.

## В ролях
- Терье Луйк — Вайке и Марет (Марика и Эллен — 1961) — диплом за лучшую женскую роль на 2 кинофестивале республик Прибалтики и Белоруссии (1960)[2]
- Рейно Арен — Райво, гонщик (Рауль — 1961)
- Эве Киви — Эви
- Пеэтер Кард (в титрах — П. Шмаков) — Хейно Лаас (Пеэтер Лаас — 1961)
- Хари Лиепиньш — Антс
- Янус Оргулас[эст.] — Пеэтер
- Антс Эскола — представитель ДСО
- Вольдемар Пансо — часовщик
- Рудольф Нууде — тренер
- Инга Пийритс — Анни
- Хейки Роотс — Томми
- Эрик Круук — мальчик

## Съёмочная группа
- Авторы сценария:
  - Дагмар Нормет
  - Шандор Стерн
- Режиссёры-постановщики:
  - Кальё Кийск
  - Юлий Кун
- Оператор: Эдгар Штырцкобер — дипломы на 2 кинофестивале в Минске и 3 всесоюзном кинофестивале (1960)[2]
- Композитор: Геннадий Подельский
- Художник: Пеэтер Линцбах
- Звукооператор: Харальд Ляэнеметс